# رجوان (اسم)
رجوان هو اسم علم مذكر من أصل عربي، ومعناه هو صفة مشبهة، بمعنى الراجي الآمل المتوقع المتخوف.

## وصلات خارجية
- موسوعة السلطان قابوس لأسماء العرب نسخة محفوظة 5 أبريل 2019 على موقع واي باك مشين.